# 광성중학교 축구부
광성중학교 축구부는 광성중학교 (인천)의 축구부로 인천 유나이티드 FC의 U-15팀이다.
인천 유나이티드 FC의 U-15팀으로 활동하고 있근 축구부로 여러 대회에서 좋은 성적을 기록 했었다. 해당 축구부의 학생들은 이후 U-18팀인 대건고등학교 축구부에 들어갈지를 결정하게 된다. 대표적인 광성중학교 출신 유소년 스타는 이승우, 정우영, 김진야, 천성훈 등이 있다.
또한 매년 '광성데이'를 열어서 인천축구전용경기장에 모여 경기를 관람할 수 있는 행사를 진행 한다고 한다.

## 같이 보기
- 광성중학교 (인천)
- 인천 유나이티드 FC
- 인천대건고등학교 축구부
- 인천 유나이티드 FC U-12